# 神田千絵
神田 千絵（かんだ ちえ、1971年4月12日 - ）は、日本の元女子バレーボール選手、指導者。

## 来歴
埼玉県南埼玉郡白岡町（現：白岡市）出身。中学校時代は地元篠津中学校においてソフトボール部に所属しポジションは投手。県大会に出場。長身を活かした投球が注目された。
高校1年生よりバレーボールを始める。高校卒業後、東芝に入社。1998年全日本代表初選出。同年世界選手権に出場した。1999年東芝休部に伴い、クラブチームとなったシーガルズへ移籍。2009-10シーズンは、プレミアリーグ女子最年長選手であった。
2008年4月、Vリーグ出場試合が234試合となり、2007年にリーグ40回大会を記念し創設された『Vリーグ特別表彰制度』の表彰基準を達成したため、長期活躍選手として特別表彰された。
2010年5月に開催された黒鷲旗全日本男女選抜バレーボール大会を最後に、現役を引退することを表明した。
2011年5月、岡山シーガルズのコーチに就任した。
2021-22シーズンより、岡山シーガルズのスクールコーチを務める。

## 球歴
- 全日本代表 - 1998年
- 全日本代表としての主な国際大会出場歴
  - 世界選手権 - 1998年

## 受賞歴
- 2008年 - 2007-08プレミアリーグ Vリーグ栄誉賞（長期活躍選手）

## 所属チーム
- 埼玉県立蓮田高等学校
- 東芝シーガルズ（1990-1999年）
- 岡山シーガルズ（1999-2010年）